# ميشال سمبليسيو
ميشيل سمبليسيو (بالبرتغالية: Michel Simplício Rosseto‏) لاعب كرة قدم برازيلي، من مواليد 29 مارس 1986 في ساو باولو في البرازيل.
يلعب في نادي القادسية الكويتي سابقا.

## روابط خارجية
- ميشال سمبليسيو على موقع قاعدة بيانات كرة القدم.إي يو (الإنجليزية)
- ميشال سمبليسيو على موقع Soccerway.com (الإنجليزية)